# America, venim!
America, venim! este un film românesc din 2014 regizat de Răzvan Săvescu. Rolurile principale au fost interpretate de actorii Mihai Călin, Adrian Văncică, Tania Popa.

## Distribuție
- Marius Chivu — Cristi
- Nicoleta Lefter — Mihaela
- Mihai Coadă — Preot
- Gheorghe Ifrim — Fane
- Lucian Ifrim — Fratele lui Fane
- Ioana Blaj — Nela
- Andreea Bîrsan — Stewardesa
- Adrian Văncică — Edi
- Ion Sapdaru — Titi
- Alexandru Bindea — Samy
- Tania Popa — Doina
- Ștefan Giurgiu — Ștefan
- Coca Bloos — Tanti Gina
- Mihai Călin — Sandu
- Mira Furlan — Maia
- Alina Berzunțeanu — Magda
- Adrian Prodănel — Vasiliu
- Ionel Mihăilescu — Johnny Orbul
- Oana Ioachim — Lidia
- Andrei Stehan — Chelner

## Primire
Filmul a fost vizionat de 22.218 spectatori de spectatori în cinematografele din România, după cum atestă o situație a numărului de spectatori înregistrat de filmele românești de la data premierei și până la data de 31 decembrie 2014 alcătuită de Centrul Național al Cinematografiei.